# Garton (nära Aldbrough)
Garton är en by i civil parish East Garton, i distriktet East Riding of Yorkshire, i grevskapet East Riding of Yorkshire, i England. Byn är belägen 23 km från Beverley. Byn nämndes i Domedagsboken (Domesday Book) år 1086, och kallades då Garton/Gartun.